# René Clavel
Georges Joseph René Clavel (* 21. August 1886 in Kleinhüningen; † 12. Juli 1969 in Basel) war ein Schweizer Chemiker und Erfinder.

## Familie

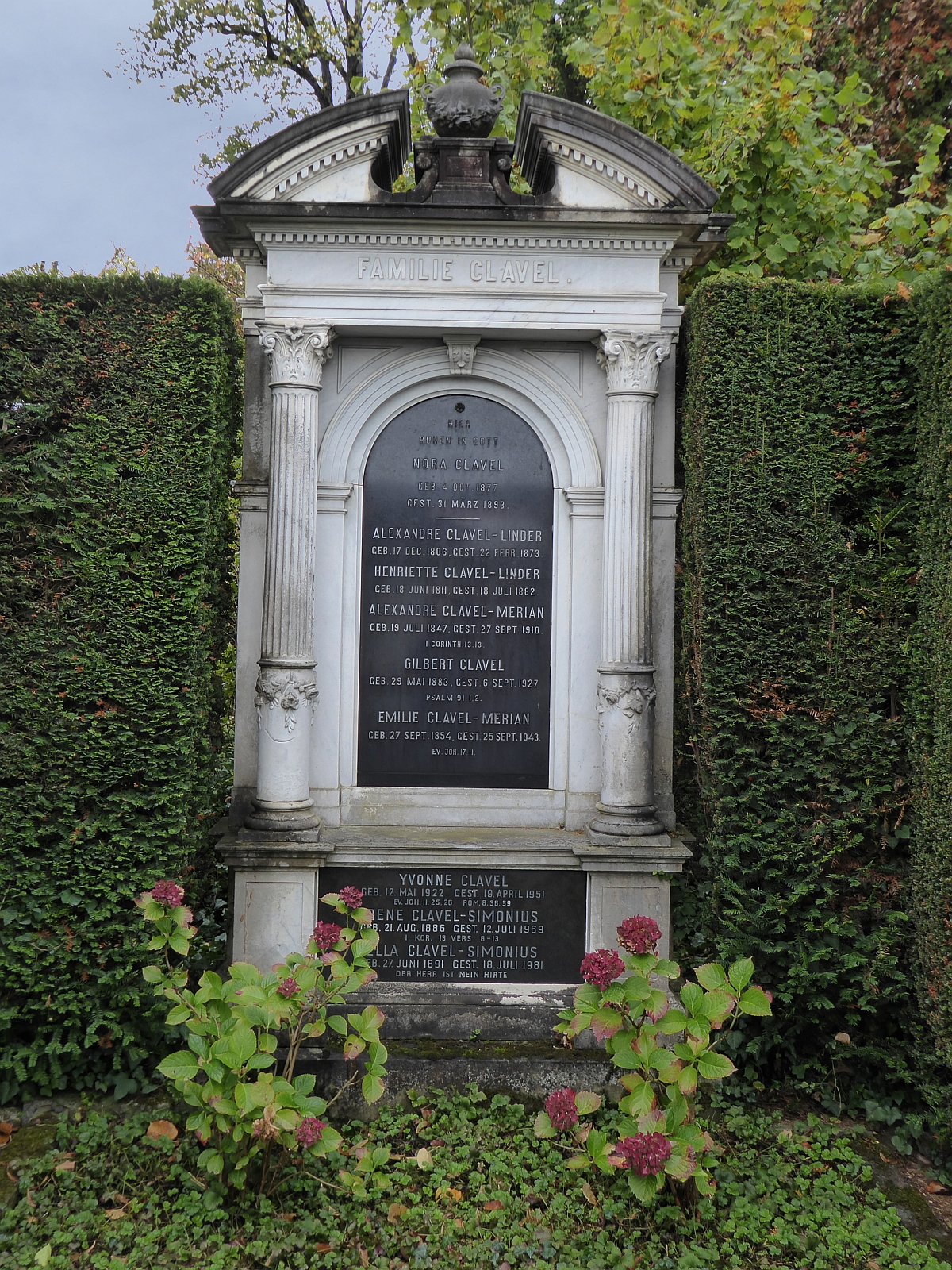
Grab auf dem Friedhof Wolfgottesacker, Basel

Clavel war ein Nachfahre des 1838 aus Lyon eingewanderten Seidenfärberindustriellen Alexander Clavel-Merian (1805–1873). Dieser heiratete 1840 Henriette, geborene Linder, die Witwe des verstorbenen Seidenfärbers Karl Theodor Oswald (1806–1838) und übernahm die Oswaldsche Seidenfärberei am «Bläsihof» an der Unteren Rebgasse. Dank der Heirat seiner Stieftochter Rosina Henriette Oswald (1834–1912) mit dem Lyoner Seidenfärber Joseph Renard (1822–1882) lernte Clavel das Herstellungsverfahren von Fuchsin (Anilinrot) kennen.
Clavel stellte dieses in seinem Unternehmen auch selber her, woraus sich später der Konzern Ciba-Geigy/Novartis, durch Ausgliederung die heutige Ciba Spezialitätenchemie AG entwickelten. 1849 erwarb Clavel das Bürgerrecht von Basel. Obwohl sich die Clavels in Frankreich mit einem Grafentitel zierten und seit zwei Generationen in Basel eingebürgert waren gehörten sie nicht zum Basler Daig.
Clavels Vaters war der Seidenfärber Alexander Clavel-Merian (1847–1910) der 1874 Emilie (geborene Merian, 1854–1943) heiratete. Clavels Brüder waren Gilbert Clavel und Alexander Clavel-Respinger, an dessen Färberei Clavel&Lindenmeyerer er beteiligt war.
Als sein Bruder Gilbert 1927 verstarb, ging dessen Besitz Torre di Fornillo auf ihn über. Er veräusserte diesen 1955. Clavel heiratete 1913 die Tochter des Alfons Simonius, Ella (1891–1981). Zusammen hatten sie zwei Kinder. Seine letzte Ruhestätte fand er auf dem Friedhof Wolfgottesacker in Basel.

## Werk
Clavel promovierte 1910 zum Doktor der Chemie in Lyon. Bei der Firma Bayer in Elberfeld und an der Technischen Universität Berlin bildete er sich weiter. Nach einer Weltreise war er ab 1912 in der Firma seines Vaters und Bruders tätig. Von Clavel stammen viele „Erfindungen und Verfahrenspatente, die sich weltweit durchsetzen“.
In späteren Lebensjahren widmete sich Clavel der Archäologie. Er errichtete 1955 das Römerhaus in Augst und schenkte es der Stiftung Pro Augusta Raurica. 1956 gründete er die Basler Vereinigung der Freunde antiker Kunst (aus der das Antikenmuseum Basel hervorging). „Seinen Landsitz Castelen in Augst vermacht er letztwillig dem Kanton Basel-Landschaft als Römerstiftung Dr. René Clavel.“
Clavel ist Ehrenbürger von Augst und des Kantons Baselland. Die Universität Basel verlieh ihm 1956 eine Ehrendoktorwürde. Als einer der ersten Basler Sportflieger war Clavel zudem Mitgründer des Aero-Clubs der Schweiz und Stiftungsrat der Pro Aero.